# Leo Guns
Leo Guns (5 oktober 1937) is een Belgische politicus voor Open Vld. Hij was burgemeester van Affligem.

## Biografie
In 1954 behaalde Guns het diploma van Doctor in de Rechten aan de RUG. Hij werd ambtenaar.
Guns werd politiek actief en was van 1977 tot 15 maart 2007 burgemeester van Affligem. In 2006 kwam Leo Guns in het nieuws wegens een huiszoeking in het gemeentehuis en in zijn privéwoning. Na een grondig onderzoek werd hij op 8 mei 2009 door de Raadkamer van de Rechtbank van Eerste aanleg buiten vervolging gesteld. Deze buitenvervolgingstelling werd op 17 december 2009 bevestigd door de K.I. van het Hof van Beroep.
In 2011 werd Guns de titel van ereburgemeester van Affligem verleend door Vlaams Minister Geert Bourgeois.